# Emmanuel III. Delly
Mar Emanuel Karim III. Delly, také Emmanuel III. Delly (27. září 1927 Tel Keppe – 8. dubna 2014 San Diego) byl irácký katolický kněz, patriarcha Chaldejské katolické církve, kardinál.

## Kněz
Vystudoval teologii na Papežské univerzitě Urbaniana a kanonické právo na Papežské lateránské univerzitě. Kněžské svěcení přijal 21. prosince 1952. V roce 1960 se vrátil do Bagdádu a stal se sekretářem patriarchy.

## Biskup
V prosinci 1962 byl jmenován biskupem, biskupské svěcení přijal 19. dubna 1963. Nejdříve jako expert, později jako biskup se účastnil Druhého vatikánského koncilu. V květnu 1967 se stal arcibiskupem Kaškaru, současně se stal sufragánem chaldejského patriarchy Babylonu.
Byl konzultorem komise pro revizi Kodexu kanonického práva východních církví a komise pro vztahy s islámem při Sekretariátu pro nevěřící (dnešní Papežské rady pro mezináboženský dialog). Na začátku prosince 2003, kdy už osm měsíců trvala válka v Iráku, svolal papež Jan Pavel II. synod biskupů Chaldejské katolické církve, který 3. prosince 2003 zvolil Emmanuela III. Delly patriarchou Babylonu. Ve stejný den papež tuto volbu potvrdil. O dva roky později, v prosinci 2005, předsedal mimořádnému synodu biskupů Chaldejské katolické církve, který se konal v Římě a věnoval se budoucnosti křesťanů v Iráku. 

## Kardinál
Dne 17. října 2007 byla oznámena jeho kardinálská nominace, kardinálské insignie mu předal papež Benedikt XVI. při konzistoři 24. listopadu téhož roku.  Na stolec patriarchy rezignoval 19. prosince 2012, z důvodu vysokého věku; bylo mu více než 85 let. Zemřel 8. dubna 2014 v San Diegu ve věku 86 let.